# Sofia-ville (oblast)
Pour les articles homonymes, voir Sofia (homonymie).
L'oblast de Sofia-ville (en bulgare: Област София-град) est l'une des 28 oblasts (« province », « région », « district ») de Bulgarie. Son chef-lieu est la ville de Sofia. Il ne doit pas être confondu avec l'oblast de Sofia, qui se situe autour de l'oblast de Sofia-ville.

Cathédrale Alexandre Nevski

## Géographie
La superficie de l'oblast est de 1 348,9 km2.

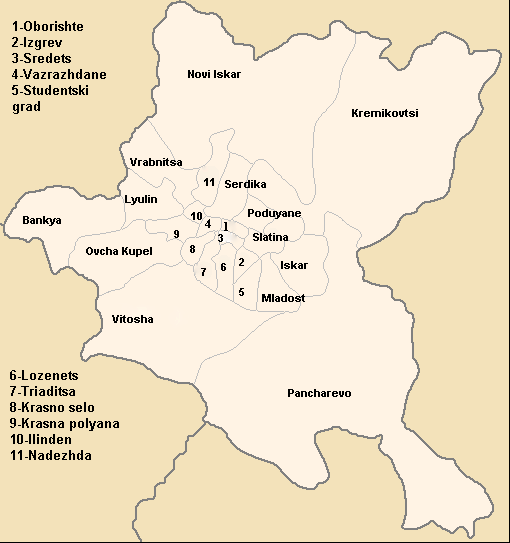
Carte des raions de l'oblast de Sofia-ville

L'oblast couvre en gros l'agglomération (centre et grande banlieue) de Sofia - la capitale de Bulgarie. Elle comprend 38 localités :
- 4 villes - Sofia, Bankya, Bouhovo, Novi Iskar;
- 34 villages.

## Démographie
Lors d'un recensement récent (01.02.2011), la population s'élevait à 1 202 761 habitants, soit une densité de population de 891,66 hab./km2.

## Administration
L'oblast est administré par un « gouverneur régional » (en bulgare oбластен управител), dont le rôle est plus ou moins comparable à celui d'un préfet de département en France.

## Subdivisions
Cette oblast regroupe seulement 1 municipalité
- Stolitchna obchtina (en bulgare : Столична община - Municipalité de la capitale), qui est divisée en 24 raions administratives.
La Stolitchna obchtina (Municipalité de la capitale) est administrée par un maire de municipalité et chaque raion par un maire de raion (кмет на район).